# 蒙科尔内 (阿登省)
蒙科尔内（法語：Montcornet，法語發音：[mɔ̃kɔʁnɛ]）是法国大東部大區阿登省的一个市镇，属于沙勒维尔-梅济耶尔区。

## 地理
蒙科尔内（49°49'51"N, 4°37'45"E）面积11.51 平方千米，位于法国大東部大區阿登省，该省份为法国北部内陆省份，西接埃纳省，南至马恩省，东临默兹省，北与比利时接壤。
与蒙科尔内接壤的市镇（或旧市镇、城区）包括：阿勒、克利龙、达穆济、朗韦。

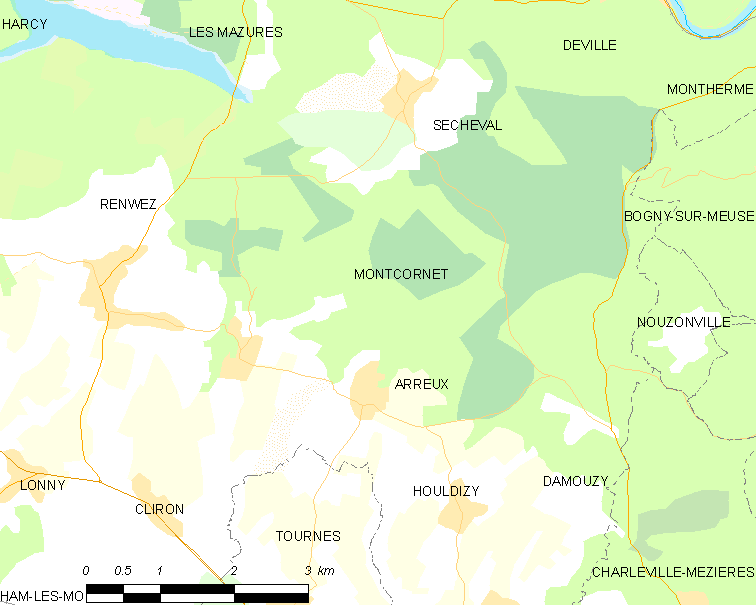
的OSM定位图

蒙科尔内的时区为UTC+01:00、UTC+02:00（夏令时）。

## 行政
蒙科尔内的邮政编码为08090，INSEE市镇编码为08297。

## 政治
蒙科尔内所属的省级选区为默兹河畔博尼县。

## 人口

1962-2008年间人口变化图示

蒙科尔内于2022年1月1日时的人口数量为299人。